# Tropas auxiliares romanas
As tropas auxiliares romanas (do latim auxilia, "apoios") eram compostas por soldados que não tinham a cidadania romana, e formavam o principal corpo permanente do exército romano durante o período conhecido como Principado (30 a.C. - 284 d.C.), juntamente com as legiões, formadas por cidadãos. No século II, as tropas auxiliares continham o mesmo número de efetivos de infantaria que as legiões, e era responsável por quase toda a cavalaria, bem como tropas especializadas (especialmente a cavalaria ligeira e os arqueiros) de todo o exército romano; neste período as tropas auxiliares chegaram a representar três-quintos das forças terrestres permanentes de Roma; como seus equivalentes legionários, os recrutas auxiliares eram na sua maioria voluntários, e não conscritos.
As tropas auxiliares eram recrutadas principalmente dentre os peregrinos, os súditos livres que habitavam as províncias do Império Romano mas que não tinham a cidadania romana; formavam a grande maioria da população do império nos primeiros dois séculos da Era Cristã (cerca de 90% no século I). Os auxiliares também chegaram a incluir alguns cidadãos romanos, e, provavelmente, bárbaros (designação para os povos que habitavam além das fronteiras).
As tropas auxiliares foram desenvolvidas a partir dos diversos contingentes de tropas não-itálicas, especialmente na cavalaria, utilizados pela República Romana em números cada vez maiores, para apoiar suas legiões, depois de 200 a.C. O período júlio-claudiano (30 a.C. - 68 d.C.) viu a transformação destas levas desorganizadas de tropas temporárias num corpo permanente de regimentos, com uma estrutura, equipamento e condições de serviço padronizadas. Ao fim deste período, não havia diferenças significantes entre os legionários e a maior parte dos auxiliares em termos de treinamento ou de capacidade de combate.
Os regimentos auxiliares frequentemente eram estacionados em províncias diferentes das províncias nas quais foram criados originalmente, para aumentar o processo de romanização e unificação de todas as províncias em um único império. Os nomes regimentais de muitas das unidades auxiliares persistiram até o século II, porém então as unidades em questão já eram diferentes em tamanho, estrutura e qualidade das de seus antecessores.

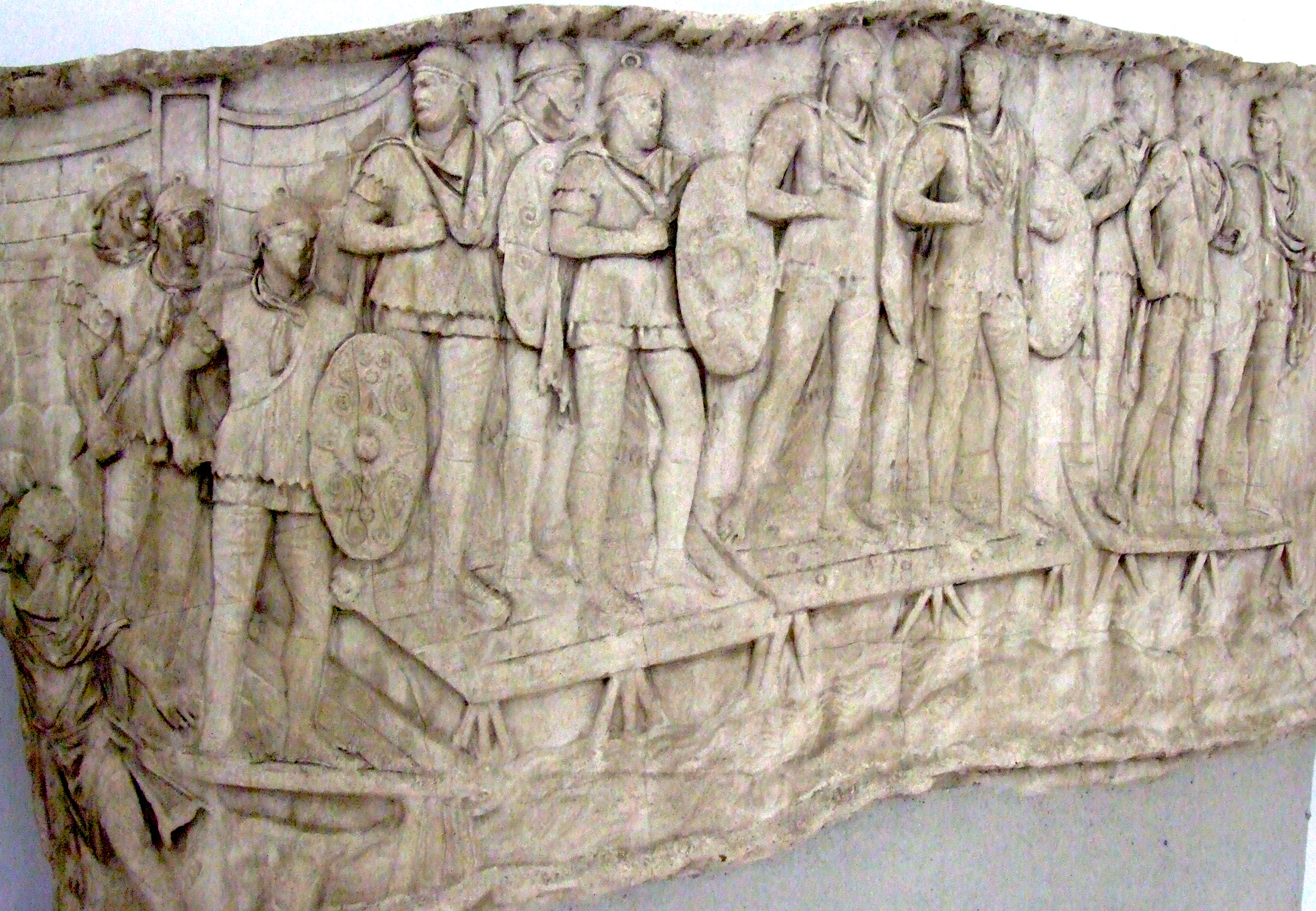
Painel na Coluna de Trajano, em Roma, mostrando a infantaria auxiliar romana atravessando um rio, provavelmente o Danúbio, sobre uma ponte de barcas, durante as Guerras Dácias promovidas pelo imperador Trajano. Podem ser distinguidos pelo escudo oval chamado clípeo (clipeus) que utilizavam, em contraste ao escudo retangular (scutum) portado pelos legionários.

## Desenvolvimento histórico

### República Romana (até30 a.C.)
O núcleo da máquina de guerra da República Romana era o manípulo, unidade de infantaria pesada adaptada a confrontos a curta distância em praticamente qualquer tipo de terreno, adotado provavelmente durante as Guerras Samnitas (343−290 a.C.). A legião, no entanto, tinha um grande número de deficiências, entre elas a falta de uma cavalaria. Por volta de 200 a.C., uma legião de 4200 membros da infantaria contava com uma cavalaria de apenas 300 cavaleiros (apenas 7% da força total). Isto se dava porque a classe de cidadãos que podia pagar por seu próprio cavalo e pelo equipamento necessário - a ordem equestre, ou "cavaleiros", segundo escalão na sociedade romana, depois dos senadores - ainda era pequena. A legião também não contava com forças capazes de atacar à distância, como fundibulários e arqueiros.
Até 200 a.C., a parte principal da cavalaria do exército romano vinha dos aliados regulares italianos de Roma (sócios), comumente conhecidos como aliados "latinos", que formavam a Liga Latina. Este foi o sistema de defesa de Roma até a Guerra Social (91–88 a.C.). As forças italianas se organizaram em alas (alae, literalmente "asas", porque eram postadas geralmente nos flancos da linha de batalha romana). Uma ala aliada, comandada por três prefeitos dos sócios (praefecti sociorum) romanos, era similar ou pouco maior, no tamanho de sua infantaria (de 4 a 5 mil homens), que uma legião, porém continha um contingente de cavalaria mais significativo: 900 cavaleiros, três vezes o contingente legionário. Como um exército consular anterior à Guerra Social sempre continha um número igual de legiões e alas, 75% de sua cavalaria era fornecida pelos aliados latinos. O total de integrantes da cavalaria, no entanto, continuava modesto: um exército consular normal, de duas legiões e duas alas, continha cerca de 17.500 homens na infantaria e 2.400 na cavalaria (cerca de 12% da força total). Este número pode ser comparado com o componente total de 21%, representado pela cavalaria típica do exército do Principado (80 000, de um total de 380 000 efetivos, no início do século II).
Esta cavalaria romana/latina foi suficiente enquanto Roma esteve em conflito com outros Estados na montanhosa península Itálica, que também dispunham de recursos limitados em termos de cavalaria. Porém, à medida que Roma foi confrontada por inimigos que empregavam elementos de cavalaria muito mais poderosos, como os gauleses e cartaginenses, a deficiência da cavalaria romana resultou em derrotas esmagadoras; estes perigos foram mostrados especialmente durante as grandes invasões da Itália pelos gauleses. O ponto decisivo foi a Segunda Guerra Púnica (218−202 a.C.). As principais vitórias de Aníbal em Trébia e Canas se deveram às cavalarias pesadas hispânicas e gálicas, que estavam em números muito superiores às romanas e latinas, e à sua cavalaria leve númida, um tipo de cavalaria de ação rápida, à qual os romanos não possuíam equivalente. A vitória romana decisiva na Batalha de Zama, em 202 a.C., que pôs um fim à guerra, deveu-se muito à cavalaria númida fornecida pelo rei Massinissa, que estava em proporção de 2 para 1 em relação à cavalaria romana/latina. Desde então, os exércitos romanos passaram a ser acompanhados por grandes efetivos de cavalaria não-italianos: primeiro a cavalaria leve númida e, posteriormente, a cavalaria pesada gaulesa. César, por exemplo, dependeu muito de suas cavalarias gaulesa e germânica durante a sua Conquista da Gália (58−51 a.C.).

### Reinado de Augusto (27 a.C.-14 d.C.)

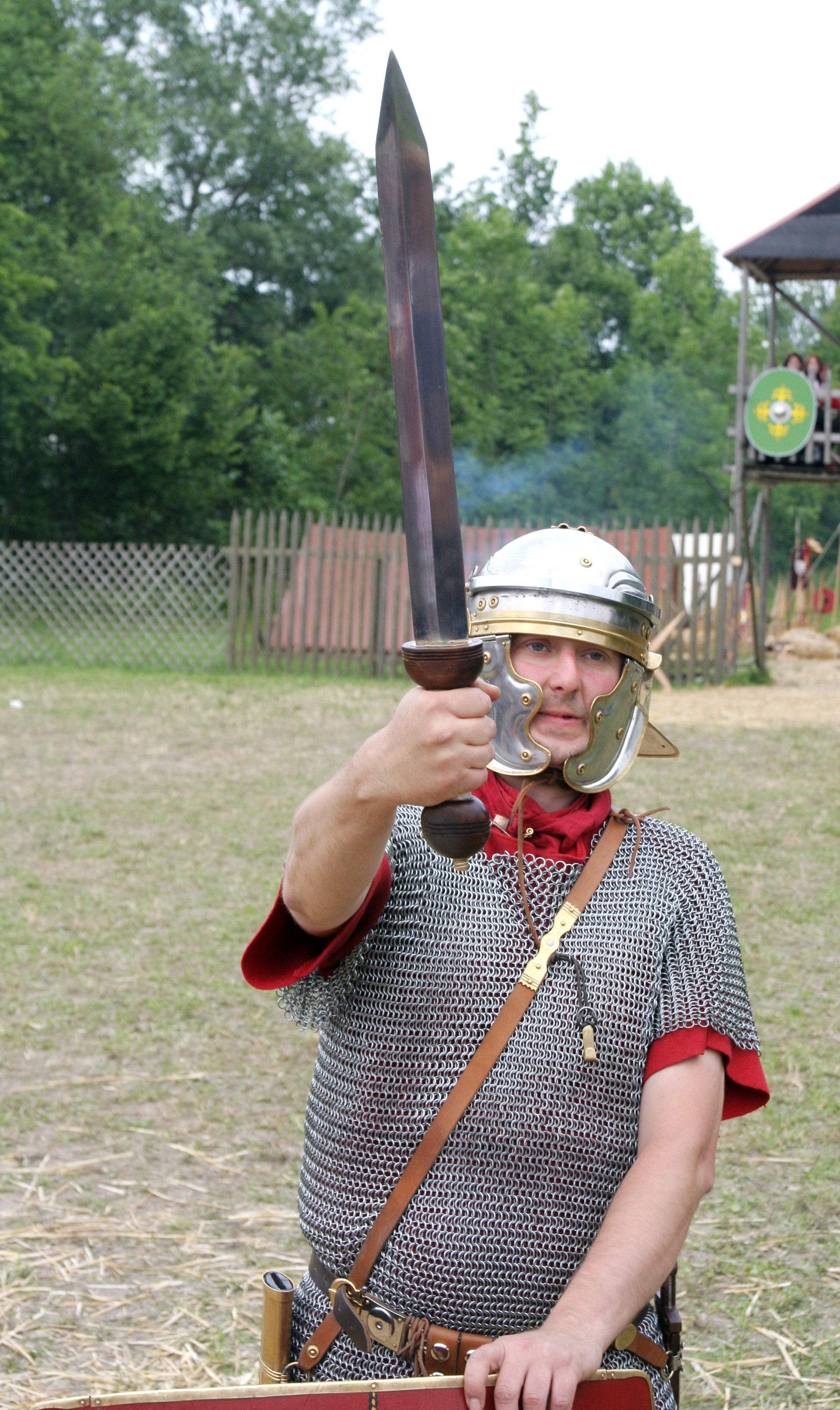
Ator vestido com o equipamento típico dos soldados de infantaria romanos e mostrando um gládio. Esta espada foi criada a partir do desenho utilizado pelos povos iberos da Hispânia pré-romana. O exemplar mostrado na foto é do tipo "Pompeia", usado desde finais do século I em diante. Era mais curto e estava desenhado para ensartar ao inimigo em combate corpo a corpo. Na cadeira esquerda do soldado pode ser visto o seu púgio (daga) e porta a cota de malha (lorica hamata) e um capacete imperial de tipo gálico e apoia-se sobre o seu escudo retangular (scutum). As armas e armaduras do soldado de infantaria auxiliar eram idênticas, salvo pelo fato de o escudo que portava ser ovalado (clípeo).

Ao término da Terceira Guerra Civil da República de Roma (30 a.C.), Augusto licenciou a maioria das unidades estrangeiras que compunham as tropas auxiliares. Porém, as mais experientes não apenas receberam a ordem de dissolução, mas se tornariam no núcleo das forças auxiliares durante o reinado da dinastia júlio-claudiana. Durante os primeiros anos do seu reinado, Augusto criou o corpo de tropas auxiliares inspirando-se nas forças latinas que empregava a República Romana antes da Guerra Social. As tropas auxiliares, concebidos como um corpo de tropas não cidadãs paralelo às legiões, tinham uma diferença fundamental com referência aos auxiliares que empregavam os republicanos: à época da república], os corpos auxiliares eram formados por recrutas alistados para uma campanha concreta, e eram dissolvidos uma vez que terminava a campanha na que serviam; sob o reinado de Augusto, este corpo estava totalmente formado por voluntários profissionais que prestavam serviço em unidades permanentes.
Augusto organizou as tropas auxiliares em regimentos do mesmo tamanho que as coortes, devido a que considerou que quantas menos tropas compõem uma unidade, esta é mais flexível. Estes regimentos eram de dois tipos: a ala quinquagenária (ala quinquagenaria; cavalaria) e a coorte (infantaria), acrescentando-se a coorte de cavalaria (cohors equitata; misturava cavalaria e infantaria) sob a dinastia júlio-claudiana. A estrutura do corpo de tropas auxiliares diferia das alas latinas ao contar com uma percentagem maior de cavalaria.
Não é claro qual era o tamanho destas novas unidades instituídas por Augusto, pois as evidências mais recentes datam do século II, momento em que o número de unidades das tropas auxiliares poderia ter mudado. As coortes dividiam-se ao jeito dos legionários: seis centúrias formadas por 80 homens cada uma. Pela sua vez, as alas dividiam-se em turmas, esquadrões de 30/32 homens, cada um liderados por um decurião (latim: "líder de dez"), título que derivava da cavalaria republicana anterior à Guerra Social, dividida em turmas e liderada por três decuriões cada uma. A coorte de cavalaria era formada por um contingente de infantaria ao que era acrescentadas quatro turmas de cavalaria.
Os regimentos auxiliares eram dirigidos por um prefeito que podia ser:
- Um nobre nativo a quem era concedida a cidadania romana. Um exemplo encontra-se no nobre teutônico Armínio, que serviu como prefeito auxiliar antes de se rebelar contra Roma.
- Um romano que podia ser um membro da ordem equestre ou um centurião de alta categoria.[15]

Ao começo do reinado de Augusto, o núcleo das tropas auxiliares do Ocidente era composto por guerreiros procedentes das belicosas tribos gaulesas (especialmente das que residiam na Gália Belga, que então incluía as províncias da Germânia Superior e Inferior) e da Ilíria. Ao término das Guerras Cantábricas (19 a.C.), o Império Romano anexou as províncias da Hispânia e da Lusitânia, territórios que pronto se tornaram em grandes fontes de recrutamento. Nos anos seguintes, Augusto conquistaria as regiões da Récia (15 a.C.), Nórica (16 a.C.), Panônia (9 a.C.) e Mésia (6), territórios que com a Ilíria chegariam a ser a principal fonte de recrutas auxiliares do Império. No Oriente, onde os Sírios forneciam a Roma a maior parte dos arqueiros do seu exército, Augusto anexou as províncias da Galácia (25 a.C.) e da Judeia (6). A primeira destas, uma região de Anatólia cujo nome derivava das massivas migrações que ali realizaram os gauleses séculos atrás, tornou-se também numa importante fonte de recrutas. Pela sua vez, a cavalaria ligeira era fornecida pelas províncias da África, onde foram anexadas as regiões do Egito (30 a.C.), Cirenaica e Numídia (25 a.C.). O povo dos mauros, que habitava na província de Numídia, constituía o corpo principal dos contingentes de cavalaria ligeira que eram enviadas à Itália para servir nas legiões e nas tropas auxiliares. A província da Mauritânia, conquistada durante o reinado do imperador Cláudio, tornaria-se assim mesmo numa importante fonte de recrutas.
As rápidas conquistas durante o reinado de Augusto provocaram um acréscimo no número de recrutamentos, tanto nas legiões quanto nas tropas auxiliares. Em 23, havia já o mesmo número de soldados auxiliares que de legionários, o que significa que pelas 25 legiões existentes na época (125 000 legionários) foram recrutados cerca de 250 regimentos auxiliares.

### Revolta ilíria (6-9 d.C.)
Sempre houve um risco inerente na política da dinastia júlio-claudiana de recrutar os seus contingentes auxiliares entre os mesmos povos das províncias nas quais serviam, pois, se a sua tribo ou grupo étnico de procedência se rebelava contra Roma (ou atacava o império fora das suas fronteiras), as tropas auxiliares poderiam ver-se tentadas a fazer causa comum com eles. Se ocorresse esta circunstância, os romanos ver-se-iam obrigados a enfrentar um inimigo cujos exércitos se comporiam por unidades totalmente equipadas e treinadas por eles mesmos, perdendo assim a sua habitual vantagem tática sobre as tribos rivais.
Como exemplo a nível individual temos Armínio, um líder germânico que, após vários anos de servir a Roma como prefeito de um corpo de auxiliares, anos nos quais aprendera como equipar e liderar eficazmente a tropas organizadas, rebelou-se contra o império infligindo-lhe uma grande derrota no floresta de Teutoburgo, onde destroçou três legiões no comando do general Públio Quintílio Varo. Esta derrota marcaria o abandono por parte de Augusto da sua estratégia de conquista dos territórios germanos situados para além do Elba.
A nível coletivo o risco era ainda maior, como demonstraram os ilírios na grande revolta que encabeçaram em finais do reinado de Augusto. Este povo, formado por homens duros, na sua maioria pastores afeitos às penalidades das montanhas da atual Bósnia e Herzegovina, dava a Roma excelentes soldados, e tanto é assim que, a princípios do século I, formavam o núcleo das tropas auxiliares do império. Porém, o descontente assentara-se fazia anos na região devido à rapacidade dos publicanos (agentes fiscais). Em 6 d.C., o imperador Augusto ordenou que vários regimentos de dálmatas (uma tribo ilíria famosa pela sua bravura) se reunissem com o seu filho adotivo, Tibério, a fim de iniciar uma ambiciosa campanha na Germânia. Os rebeldes, vendo a oportunidade, decidiram acudir ao ponto de reunião, mas em vez de se somar na marra romana enviada para os escoltar, rebelaram-se infligindo-lhe uma derrota. Aos dálmatas pronto se uniram os breucos, outra tribo procedente da Ilíria.
Os rebeldes enfrentaram um exército romano enviado contra eles em Mésia, e embora fossem derrotados, infligiram importantes baixas ao contingente romano. Reforçados por um grande número de tribos ilírias que participaram na rebelião, os insurretos chegaram a ameaçar a província. Os cabecilhas da rebelião optaram por avançar ao longo da ribeira ocidental do Danúbio, onde se uniram os restos do exército de Panônia, região submetida por Roma entre 12−9 a.C.. Situada no flanco oriental da península Itálica, a tomada da Ilíria constituía a conquista de uma base de operações que ameaçava o mesmo coração do Império.
Vendo o perigo, Augusto ordenou a Tibério abandonar a sua campanha em terras germanas e retroceder com o seu exército até a Ilíria. Quando se tornou evidente que as tropas de Tibério eram insuficientes para se enfrentarem aos rebeldes, Augusto ordenou ao seu sobrinho Germânico manumitir milhares de escravos a fim de encontrar os soldados necessários, circunstância que não ocorrera desde a derrota romana às mãos de Aníbal na batalha de Canas, acontecida 200 anos antes. Graças às disposições realizadas por Augusto, Roma foi capaz de colocar no campo de batalha quinze legiões e 150 regimentos de auxiliares, dos quais 50 coortes estavam compostas exclusivamente por cidadãos romanos. Estes eram homens que Augusto considerava pela sua condição ou antecedentes inapropriados para fazer parte das legiões: cidadãos nascidos nas classes mais baixas, vagabundos, delinquentes ou escravos libertos (quando um escravo era liberto, imediatamente adquiria a cidadania romana). Quando finalizou a revolta ilíria, estas coortes permaneceram ao serviço do império e, em troca, conservaram a sua cidadania. Às tropas recrutadas por Augusto, Germânico e Tibério uniu-se um poderoso contingente de tropas procedentes da Trácia, cujo monarca, Rometalces, era um rei amicus do império. No total, as tropas despregadas pelo império para se enfrentar aos ilírios atingia os 200 000 homens.
Durante três anos de selvagem conflito, descrito pelo historiador Suetônio como a guerra mais difícil à que Roma se enfrentava desde as Guerras Púnicas, decorreu numa inacabável guerra de guerrilhas. Em 9 d.C., Tibério pôs oficialmente fim ao conflito, logo quando Varo perdia três legiões na floresta de Teutoburgo às mãos de Armínio. A rápida sucessão dos fatos parece evidenciar que o cacique germano assinara um tratado com os ilírios antes de se enfrentar ao império.

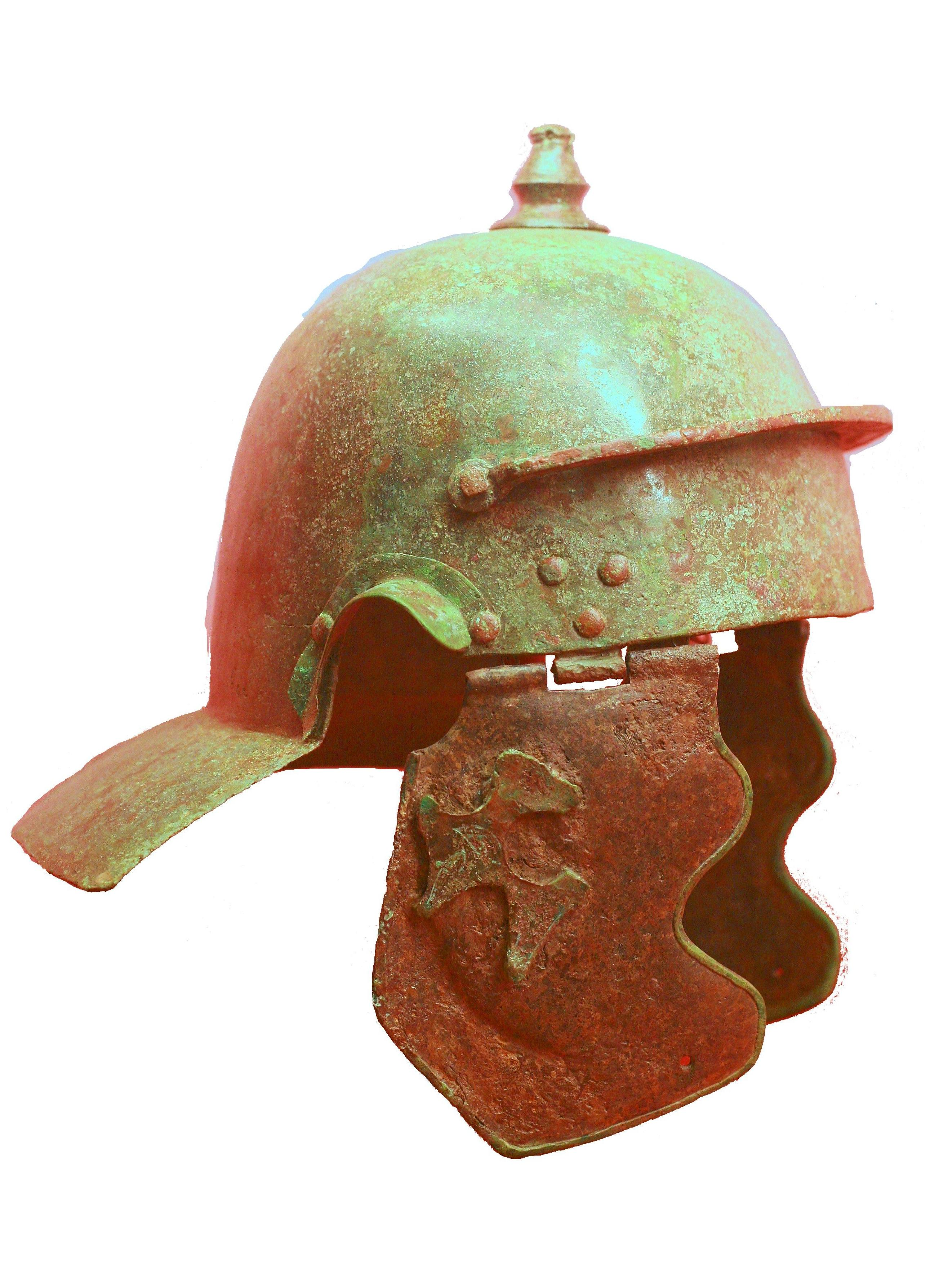
Um capacete de infantaria romano usado pelos soldados estacionados na Gália em finais do século I. É de notar o reforço da parte dianteira, para dificultar o golpe da espada larga, e o das bochechas, a fim de obter a máxima proteção facial, embora sem cobrir a parte dianteira da cara, o que dificultaria a visão; as protuberâncias nas orelhas com o fim de protegê-las, e o ângulo que forma na parte traseira do pescoço para evitar o roçamento. Museu Carnunto, Petronell-Carnuntum (Áustria).

Apesar da gravidade da rebelião, os ilírios chegariam a tornar-se a coluna vertebral do exército romano. Durante o século II, quando quase a metade das tropas imperiais estavam despregadas na fronteira do Danúbio, os regimentos de auxiliares eram dominados por recrutas ilírios e no século III já substituíram em grande parte os italianos no topo da ordem hierárquica militar (os prefeitos nos regimentos auxiliares e os tribunos militares nas legiões). Entre 268 e 379, quase todos os imperadores procederam desta região, pois estes, importantes membros da aristocracia militar, eram os únicos homens com suficiente poder para disputarem os pedaços do fraco império. Como exemplos do crescente poder dos ilírios nos exércitos do império, estão as ascensões ao trono de Cláudio II (268—270), Aureliano (270—275), Probo (276—282), Diocleciano (284—305), Constantino (312—337) e Valentiniano I (364—375). Após a queda do Império Romano do Ocidente, os ilírios continuariam ostentado grande importância nos exércitos do Império Bizantino, e o próprio imperador Justiniano I era de origem ilíria.

### De Tibério a Nero (14-68 d.C.)
As tropas auxiliares experimentaram um profundo desenvolvimento durante o reinado do imperador Cláudio (41—54).
Foi estabelecido um prazo de serviço mínimo de 25 anos. Quando um soldado auxiliar cumpria o tempo requerido no exército, ele e todos os seus filhos recebiam a cidadania romana. Isto deduz-se do fato de o primeiro militar romano que recebeu um diploma militar fazê-lo durante o reinado de Cláudio. O diploma consistia num retângulo dobrável de cobre no que eram inscritos os registros do serviço do soldado, e servia entre outras coisas para provar a cidadania. Durante o seu reinado, Cláudio decretou que os prefeitos dos regimentos auxiliares deviam ser de classe equestre, excluindo assim os centuriões. O fato de os comandantes das tropas auxiliares serem agora da mesma classe que a maioria dos tribunos militares (tribunos militares e oficiais de alta categoria do estado-maior das legiões, dos quais apenas um, o tribuno laticlávio, era um senador de alta categoria) indica o prestígio que atingira o corpo. Porém, os chefes estrangeiros continuaram liderando grande parte das tropas auxiliares, pelo qual era necessário conferir-lhes a cidadania.
Os uniformes, armas e equipa das tropas auxiliares, similares aos das legiões, foram homogeneizados em finais do reinado da dinastia júlio-claudiana. À morte de Nero em 68, havia já pouca diferença entre a equipa e forma de combater da maioria das tropas auxiliares e dos legionários. A diferença principal existente entre os dois corpos bélicos era que, os auxiliares contavam com um número considerável de efetivos de cavalaria, enquanto as legiões careciam desta classe de unidade especializada.
Durante o reinado de Cláudio foram anexadas três províncias que se tornaram numa importante fonte de recrutas auxiliares: a Britânia (43) e os estados clientes da Mauritânia (44) e da Trácia (46). Esta última chegou a ser um centro de recrutamento tão importante quanto Ilíria, especialmente de cavalaria e arqueiros. Em meados do século II, a província da Britânia contava com a maior percentagem de efetivos auxiliares do império: 60 de um total de 400 regimentos (15%).
Evidências historiográficas demonstram que, em finais do reinado de Nero (54—68), o número de auxiliares teria chegado aos 200 000 homens, o que implica ao redor de 400 regimentos.

### Revolta dos batavos (69-70 d.C.)

Mapa mostrando a fronteira do Império Romano no Reno e a situação dos batavos no delta do rio. A zona sombreada corresponde-se com as posses romanas da zona

Meio século depois da revolta dos ilírios, estouraria na Germânia outro sangrento conflito em que estariam presentes como protagonistas as tropas auxiliares romanas. Os batavos eram uma tribo germânica pertencente ao grupo dos catos que habitava no território situado entre o os rios Reno e Waal, o qual posteriormente passaria a fazer parte da província da Germânia Inferior (atuais Países Baixos). A dificuldade de cultivarem as suas terras, devido à presença de pântanos, fazia que fossem uma tribo pequena: não chegavam aos 35 000 homens.
Apesar do seu reduzido número, os batavos eram um povo guerreiro; formado por hábeis ginetes, marinheiros e nadadores, pronto se tornou numa potencial fonte de recrutas. Em troca de uma excepcional isenção de tributos (imposto sobre a terra ao que estavam sujeitos a maioria dos povos estrangeiros), os batavos proporcionavam ao exército imperial a maior parte dos seus recrutas auxiliares. A guarda de elite do imperador Augusto (Germani corpore custodes) era formada integramente por homens procedentes deste povo. O número de tropas auxiliares recrutadas entre os batavos ascendeu a cerca de 5000 homens, o que implica que, sob o reinado da dinastia júlio-claudiana, a metade dos homens batavos em idade militar (16 anos) alistaram-se nos exércitos do império. Com estes dados pode-se dizer que os batavos, que constituíam 0,05% populacional total do império (23), subministravam aos seus exércitos 4% do total das tropas auxiliares, ou seja, 80 vezes o ratio populacional. Eram considerados pelos romanos como os melhores dentre as tropas auxiliares e, durante a época em que serviram a Roma, os batavos aperfeiçoaram uma técnica única pela qual podiam cruzar rios nadando apesar de portarem armadura.
Caio Júlio Civil (o seu nome denota que recebeu a cidadania às mãos de um Júlio) foi um príncipe batavo, prefeito de uma das coortes formada por homens originários do seu povo. Militar com grande experiência, Civil servira durante 25 anos nas filas romanas, distinguindo-se durante a invasão da Britânia, em que ele e oito coortes de auxiliares batavos desempenharam um papel crucial na vitória do Império sobre os nativos do sul da ilha.
Apesar da sua lealdade, em 69 o descontentamento assentara-se entre os batavos. Três anos antes, Nero decidira retirar os regimentos auxiliares recrutados entre este povo da Britânia e Civil e o seu irmão tiveram de responder por traição frente do governador da província da Germânia Inferior, que enviou o primeiro a que respondesse frente do imperador após executar o segundo. Galba, tratando de se congraciar com este povo, libertou Civil, mas cometeu o erro de dissolver o corpo de guarda-costas formado pelos batavos, o que implicou um imperdoável insulto para esta nação. Ao mesmo tempo, a já moída relação entre a Legio XIV Gemina e as coortes batavas degradou-se de tal modo que chegaram a estourar combates entre eles em ao menos duas ocasiões.

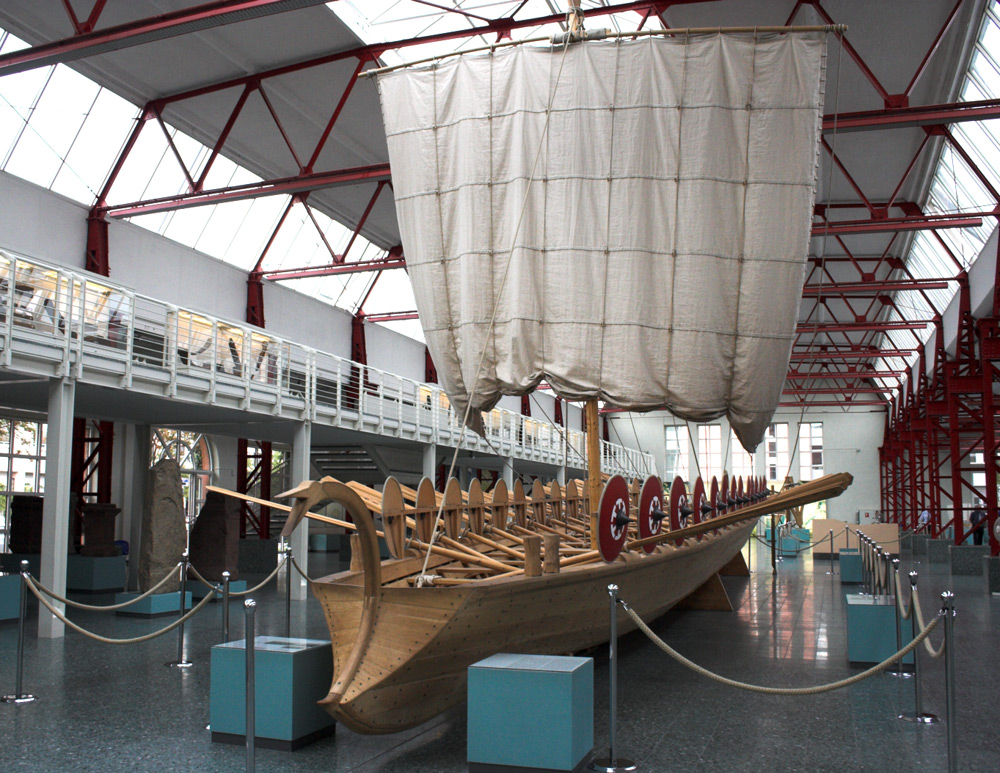
Reconstrução de uma embarcação fluvial romana (frota do Reno). A sua construção é baseada na descoberta dos restos de cinco barcos em Mogúncia em princípios da década de 1980. O barco da imagem fora concebido para para se movimentar com rapidez, dada a forma da quilha: longa e estreita. Esta classe de barco era movido por 32 remos, 16 a cada lado. Notem-se os escudos montados nos flancos da embarcação a fim de proteger os remeiros dos projetis lançados por outros barcos. No momento em que estourou a revolta dos batavos (69), a maioria destes barcos eram tripulados por tripulações deste povo. século IV. Museum für Antike Schifffahrt, Mogúncia, Alemanha.

Enquanto o império experimentava a sua primeira grande guerra civil desde a Batalha de Áccio, acontecida exatamente um século antes, o governador da província da Germânia Inferior ufanava-se de recrutar soldados em onde podia, especialmente entre os batavos. Quando este viu que os batavos não atingiam as quotas de recrutamentos exigidas pelo império em troca da sua isenção de tributos, enviou um grupo de centuriões a reunir homens pela força. A brutalidade da qual fizeram gala os militares romanos, unida ao escândalo que motivaram as violações das quais foram vítimas os menores batavos às mãos dos centuriões, foram a gota d'água.
Liderados por Civil, os batavos rebelaram-se contra Roma. Embora inicialmente alegassem que o seu único desejo era apoiar Vespasiano na sua carreira para o trono, pronto o levantamento se tornou numa luta pela independência. No momento do estouro da revolta, Civil contava com uma grande vantagem, pois a maior parte das legiões habitualmente estacionadas no delta do Reno estavam ausentes e os oficiais romanos de alta posição estavam mais preocupados pela guerra civil que enfrentava os mais influentes generais da época do que pelos movimentos que realizava um pequeno povo que habitava para além do Reno. A revolta encontrou pronto partidários entre os povos vizinhos dos batávios, entre os que se encontravam os caninefates e os frisões. Após a captura de duas fortalezas romanas em território germano, uma coorte de tungros desertou ao seu bando, e após a derrota de uma força de duas legiões enviada contra eles, uniram-se oito coortes de auxiliares batavos. Após as deserções de vários contingentes de soldados gauleses e germanos que foram enviados contra Civil, a rebelião anti-romana estendeu-se ao longo de toda a Gália Belga. Os tungros, lingões e tréveros e até mesmo tribos assentadas para além do Reno somaram-se à revolta. A frota romana que circulava por estas terras foi capturada pelos insurretos, que agora contavam com ao menos 7 000 soldados plenamente treinados e equipados pelos romanos, bem como um número de homens muito maior procedente das tribos que optaram por apoiar a Civil. Após a sua vitória sobre as duas legiões que custodiavam a província da Germânia Inferior (a V Alaudas e a XV Primigênia), o exército de Civil ameaçava todas as posses romanas sobre o Reno. Os insurretos batavos e gauleses não seriam derrotados até Roma enviar uma força de oito legiões sob comando de Quinto Petílio Cerial.
Segundo a crônica do historiador Tácito, Civil e o comandante romano Quinto Petílio Cerial reuniram-se numa ilha do delta do Reno a fim de discutir os termos de paz. Embora se desconheça qual foi o resultado da reunião, é provável que graças à antiga amizade que Civil travara com Vespasiano na Britânia, o qual já lhe tinha proposto o indulto, o cacique batavo e o seu povo foram levemente multados. Parece que avalia esta teoria o fato de Petílio Cereal levar consigo uma força composta por auxiliares batavos, no final da campanha, quando foi enviado como novo governador da Britânia,. Apesar da revolta, os batavos mantiveram os seus privilégios dentro do exército e até mesmo em finais de 395 os batavos continuavam sendo considerados uma unidade de elite pelos soldados romanos: como exemplo temos aos cavaleiros batavos seniores (equites batavi seniores; corpo de cavalaria) e aos auxiliares batavos seniores (auxilia batavi seniores; corpo de infantaria).

### Dinastia Flávia (69-96 d.C.)

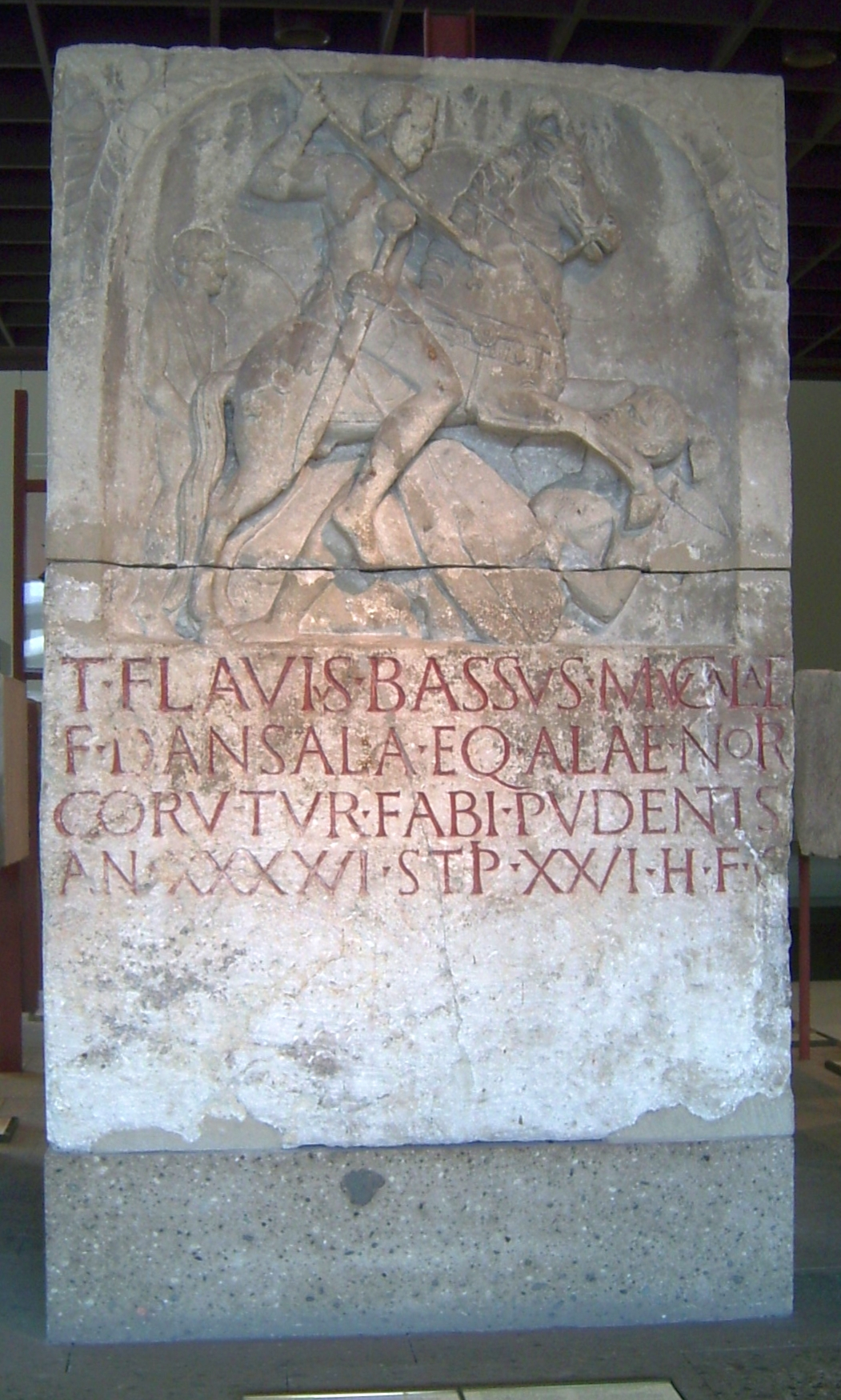
Lápide do equestre da ala (eques alaris) Tito Flávio Basso, filho de Mucala, da tribo trácia dos denteletas (Dansala). Foi provavelmente um cidadão romano (serviu o tempo requerido), embora seja desconhecido o nome da sua tribo. Pertenceu à Ala dos Nóricos (Ala Noricorum; recrutada originalmente entre os tauríscios, tribo de Nórica). Morreu à idade de 46 anos, após 26 anos de serviço. A cena gravada, que apresenta a um ginete carregando contra um bárbaro (o Herói Trácio), indica que Baso era trácio. Ao romanizar o seu nome, adotou os do imperador Tito Flávio (79—81). Museu Romano-Germânico, Colônia, Alemanha.

A revolta dos batavos seria determinante na mudança da política de despregue de tropas auxiliares seguida pelos imperadores da dinastia Flávia. Durante o reinado da dinastia júlio-claudiana, as tropas auxiliares estacionavam-se nos seus países de origem ou nas províncias fronteiriças, exceto períodos de crise importantes, como durante as Guerras Cântabras, nos quais o máximo de efetivos possíveis era trasladado para o teatro de operações. Porém, a revolta dos batavos pusera em evidência que na época de guerra civil, quando as legiões estavam lutando contra os pretendentes ao trono imperial, era perigoso deixar as províncias sob domínio destes auxiliares. Os imperadores da dinastia Flávia estabeleceram como regra que os auxiliares deviam trasladar-se o mais longe possível das suas províncias de origem a fim de evitar a tentação de se rebelarem. A política de deslocamentos começou com a transferência, em 70, de quatro coortes e uma ala de auxiliares batavos à Britânia. Este traslado, dirigido por Petílio Cereal, governador da ilha, marcou um precedente que seria mantido durante os reinados de Vespasiano, Tito e Domiciano. A efetividade da política de deslocamentos dos imperadores da dinastia Flávia pode-se observar mediante os seguintes dados: no século I nenhum dos regimentos de tropas auxiliares eram estacionados fora da sua província de origem, enquanto no século II, dos treze regimentos recrutados entre as tribos britanas, nenhum se encontrava estacionado na Britânia.
Apesar da sua eficácia a princípio, a política flaviana de deslocamentos acabaria por se tornar inútil, pois após um longo período no estrangeiro, os regimentos auxiliares da província acabavam por fazer a sua vida e adotar o território como o seu novo lar. Este fato, acentuado pela circunstância de que a política de deslocamentos não teve continuidade, terminaria irremediavelmente no insucesso da mesma. As tropas auxiliares "britanas" estacionadas no Danúbio eram compostas por recrutas ilírios, trácios e dácios, enquanto em finais do século II, as tropas auxiliares da Britânia eram formadas por uma maioria batava. Este fato amostra inequivocamente o estancamento da política de intercâmbios de tropas.
Durante o reinado da dinastia Flávia foi proibido aos nobres nativos liderar os contingentes de tropas auxiliares da sua própria nação. Os imperadores flavianos duplicaram o tamanho dos corpos militares do seu exército; agora uma força de 1 000 homens seria chamada coorte/ala miliária. Porém, na prática, a maioria das alas miliárias (alae milliaria) eram formadas por 720 soldados e as coortes miliárias (cohors milliaria) por 800.

### Principado tardio (97 - 284)

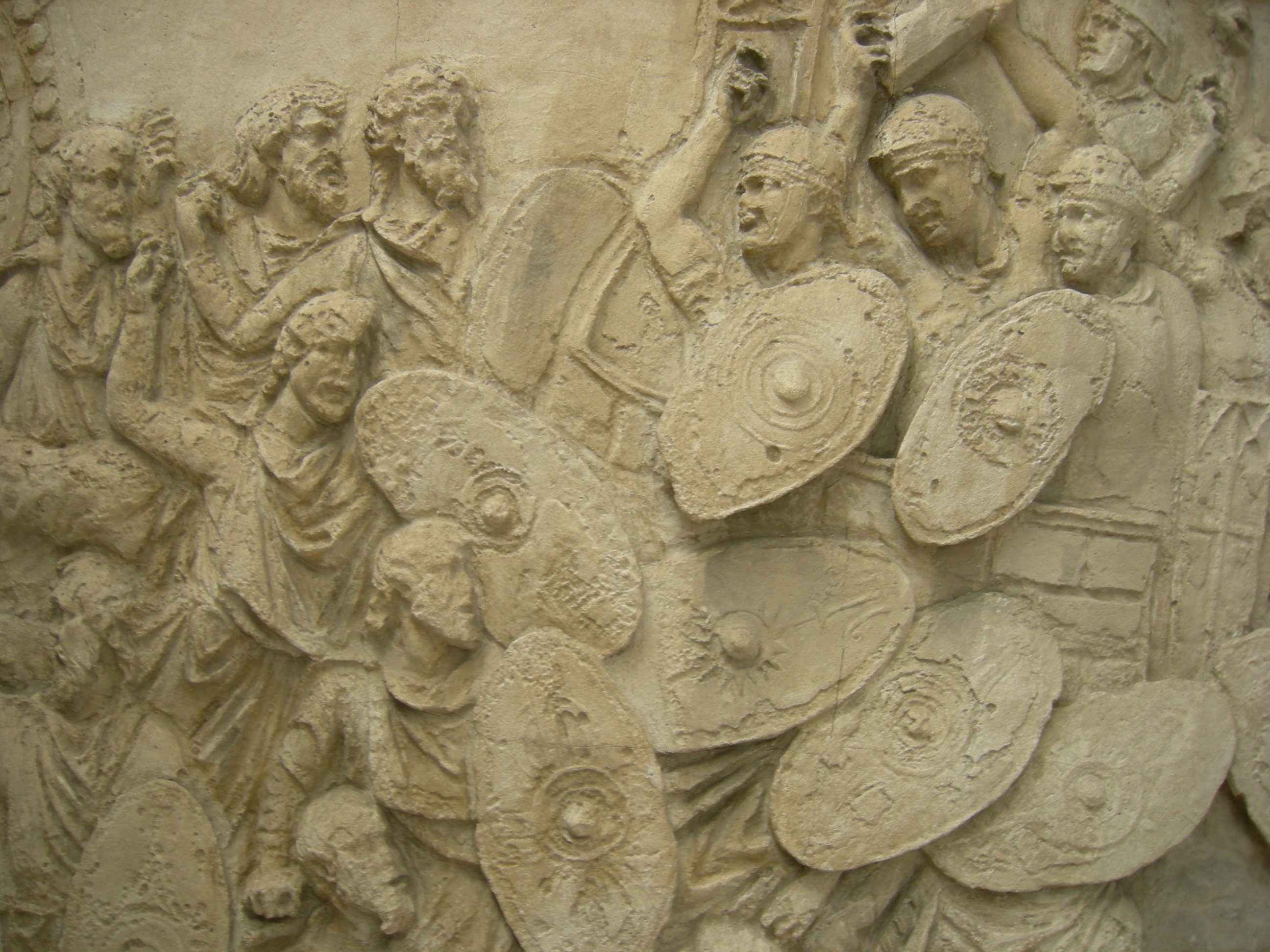
Tropas auxiliares defendendo uma posição fortificada frente aos atacantes dácios. Coluna de Trajano, Roma.

Em 106 a.C., após a vitória do imperador Trajano sobre Decébalo, rei dos dácios, o império apropriou-se dos territórios deste povo e formou a nova província da Dácia. Em meados do século II, encontravam-se estacionados na recém instituída província 44 regimentos de tropas auxiliares, c. de 10% do total das tropas auxiliares do império. Por outro lado, na Britânia estavam acantonados 60. No fim deste século, entre estas duas províncias reuniam perto de 25% do total dos auxiliares do império, o que demonstra a instabilidade destes territórios. Por outro lado, dentre os contingentes de auxiliares recrutados nessa época, mais de 50% procediam da Dácia e da Britânia.
Por esta época havia já cerca de 380 regimentos auxiliares (90 alas e 290 coortes, das quais ao redor de 200 eram coortes de cavalaria). Partindo destes dados, pode ser estabelecido que o número de auxiliares despregados por todo o império ascendia a 220 000 efetivos, ou seja, quase o dobro do que em finais do reinado de Augusto. Desta força, 150 000 eram soldados de infantaria e 75 000 de cavalaria. Estes dados põem em evidência a grande importância que atingiram já os auxiliares nos exércitos do império, pois o número de legionários, considerados como os soldados de elite da hierarquia militar, ascendia a 154 000 soldados de infantaria (28 legiões de 5.500 homens cada uma) e 3.360 soldados de cavalaria, cifra muito inferior ao número de tropas auxiliares.
A segunda metade do século II marcou uma revolução dentro das filas do exército romano com a adição de cinco novas legiões (27.500 homens). O número de legiões ascendia agora a 33. Pela sua vez, o número de tropas auxiliares aumentou numa cifra aproximada de 50 a 60 regimentos. No fim do reinado de Septímio Severo, o número de contingentes auxiliares alcançava os 440.
O suposto crescimento do número de tropas auxiliares pode ser expressado do seguinte modo:
| Corpos militares  | Tibério 24 | Adriano que. 130 | S. Severo 211. | Crise do século III que. 270. | Diocleciano 284-305. |
| ----------------- | ---------- | ---------------- | -------------- | ----------------------------- | -------------------- |
| Legiões           | 125 000    | 155 000          | 182 000        |                               |                      |
| Tropas auxiliares | 125 000    | 218 000          | 250 000        |                               |                      |
| Guarda Pretoriana | ~~5 000    | ~10 000          | ~10 000        |                               |                      |
| Total de efetivos | 255 000    | 383 000          | 442 000        | 350 000?                      | 390 000              |

NOTA: Os dados anteriores não incluem os efetivos da armada romana, nem os soldados recrutados entre os bárbaros conhecidos como federados.

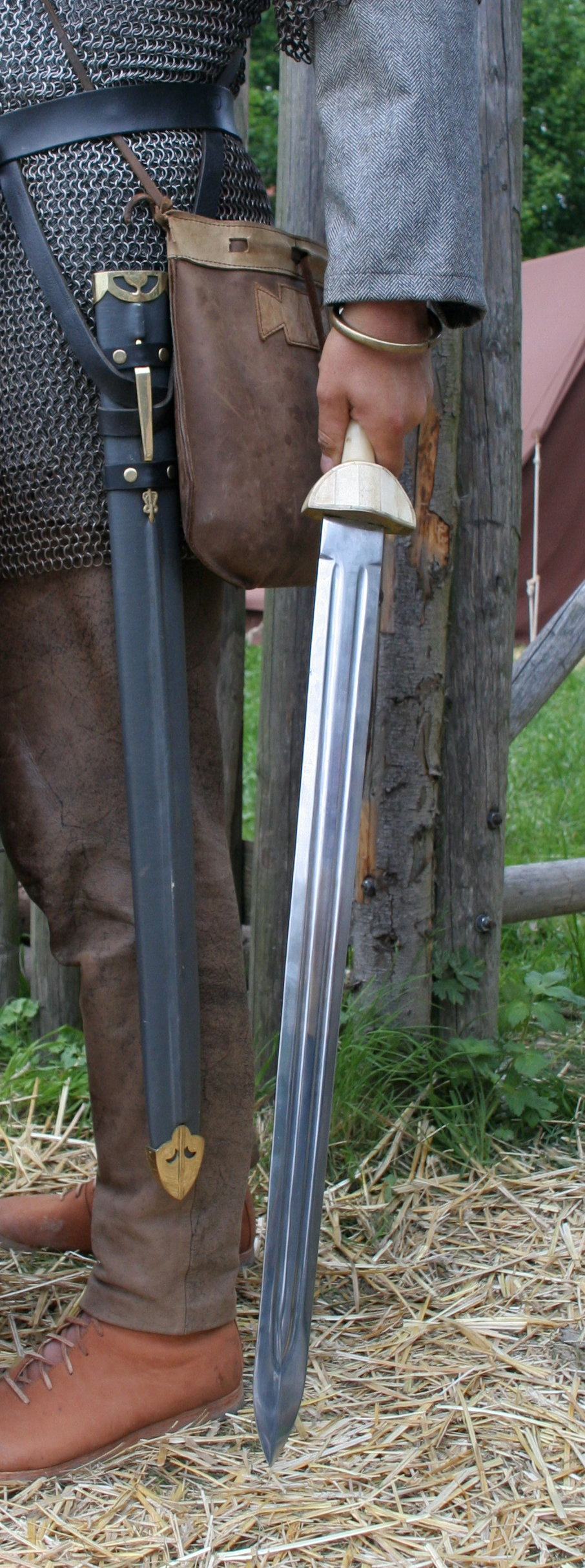
A espata da cavalaria romana era uma longa espada, de cerca de 780 mm de comprimento médio da folha, desenhada para outorgar ao ginete maior alcance que com o gládio.

A partir do século II, surgem no panorama militar romano novas unidades conhecidas como numerus (grupo) e vexillatio (destacamento). O número de homens que compunham estes corpos se desconhece, embora se supõe menor que o das alas e as coortes. Antigamente, os estudiosos defenderam que estes novos corpos eram simples regimentos recrutados entre os povos estrangeiros a fim de defender as suas terras, mas atualmente pensa-se que faziam parte das unidades auxiliares, e não que constituíssem um corpo independente. Os numerus e os vexilários (vexillatio) atingiram grande importância no século IV.
Em 212, o imperador Caracala legislou a Decreto Antoniniano (Constitutio Antoniniana), que concedeu a cidadania romana a todos os habitantes livres do Império, os peregrinos. Com o seu édito, Caracala aboliu a única distinção existente entre as legiões e as tropas auxiliares, se bem que as tropas auxiliares continuariam mantendo-se durante mais de um século. As legiões, que agora gozavam de uma base muito mais ampla de contratação, engrossaram em larga medida as suas filas de mão de todos os varões em idade de combater que, acudiram para alistar-se no corpo militar mais temido do Ocidente. Pela sua vez, as unidades auxiliares encontraram recrutas nos locais mais recônditos do império, onde os bárbaros aceitavam unir-se. O progressivo debilitamento dos regimentos auxiliares acabou com o seu total desaparecimento em meados do século IV.
Em meados do século III, surgiram as primeiras unidades auxiliares com os nomes dos povos bárbaros entre os que foram recrutadas, como a I Ala Sármata (Ala I Sarmatarum), estacionada na província da Britânia em finais de século. Este regimento, era formado pelos descendentes de uma força de 5.500 ginetes sármatas situada na Muralha de Adriano por ordens do imperador Marco Aurélio cerca de 175. A I Ala Sármata é claro exemplo do processo pelo qual as unidades irregulares recrutadas entre os povos bárbaros (federados) se transformavam em regimentos auxiliares ordinários. O Notitia Dignitatum, documento chave para entender a estrutura do exército romano tardio, amostra a intensificação deste processo em meados do século IV e lista um grande número de unidades irregulares batizadas com nomes bárbaros.
A meados/finais do século III, o império sumiu-se no caos por causa de uma série de desastres militares consecutivos unidos a uma praga. O evento histórico é conhecido como crise do terceiro século. Entre 251 e 271, as posses romanas na Gália, as regiões alpinas e península Itálica, os Bálcãs e Oriente foram invadidas pelos povos germanos, sármatas, godos e persas, respectivamente. Estes ataques simultâneos encontraram uma débil resposta num império cujo exército era vítima de uma devastadora pandemia de varíola: a Praga de Cipriano, que durou de 251 a 270, e antes de se extinguir, levou a vida do imperador Cláudio II, o Gótico. Para demonstrar o terrível efeito que tinham as epidemias nessa época, podemos tomar os dados sobre a última epidemia que sofrera Roma, a Praga Antonina, que custou a vida entre 15 e 30% do total da população do império. Durante esta época, os exércitos perderam grande parte dos militares que ocupavam o topo da hierarquia militar, pois esta epidemia afetou-os especialmente. Os efeitos da praga terminaram numa grande diminuição do número de soldados que integravam os exércitos imperiais, que apenas se recuperou em finais do século, durante o reinado de Diocleciano (284—305). Com o objetivo de encher os ocos deixados pelos falecidos, os oficiais de recrutamento romanos buscaram novos alistamentos entre os bárbaros, cuja percentagem entre as filas dos auxiliares se incrementou consideravelmente.

### século IV
Durante o século IV, o exército romano atravessou uma reestruturação radical, se bem que ficam poucos dados sobre a mesma, dados os escassos escritos que nos chegaram e a ambiguidade das evidências físicas. Durante o governo de Diocleciano, as formações tradicionais do principado formadas por legiões, alas e coortes parece que desapareceram em favor de unidades menores, muitas das quais levaram uma grande variedade de novos nomes. Sob o reinado de Constantino (312-337), parece que as unidades militares se classificaram em três graus, em base ao papel estratégico e, até certo ponto, na qualidade das próprias tropas: Estavam em primeiro lugar os "na presença" (em latim: praesentales), tropas de elite do Império, e que normalmente tinham a sua base em Mediolano (Milão) e Bizâncio (Constantinopla), as capitais tardias do império. Em segundo lugar aparecem os comitatenses, forças de alto nível criadas para a intercepção de ameaças perigosas. Eram baseadas nas dioceses (divisões imperiais principais), muito afastadas das fronteiras. Por último estavam os limítanes, tropas de baixo nível e cuja função era proteger as fronteiras nas quais estavam despregadas.
As antigas tropas auxiliares da época do principado serviram como base para as unidades desses três tipos. A Notitia Dignitatum oferece uma listagem de 70 alas e coortes que mantiveram os seus antigos nomes do século II, e a maior parte de eles eram limítanes. Por outro lado, podem-se encontrar alguns vestígios de regimentos de tropas auxiliares nos exércitos "na presença" e comitatenses. Especialmente no Danúbio, o antigo sistema baseado em alas e coortes foi substituído por novas unidades, cunes (cunei) e tropas auxiliares (que eram somente de infantaria), respectivamente. Não é clara a diferença entre estas unidades e as suas predecessoras, embora a versão limítanes pudesse ter sido de somente a metade do tamanho das antigas unidades. Por outro lado, o novo estilo de unidade chamada auxiliar palatina (auxilia palatina), considerada uma das melhores unidades do exército, eram ao menos do mesmo tamanho (500) e possivelmente dobravam o tamanho dos antigos regimentos auxiliares. É provável que muitos destes novos corpos militares se formassem a partir das tropas auxiliares antigas, e parecem ter sido muito similares às velhas coortes.
Vegécio, o escritor de temas militares do século IV, queixa-se dos jovens da sua época, que preferiam unirem-se aos "auxilia" antes que às legiões, com o fim de evitar um treino e uns deveres mais duros. Contudo, ainda não está claro a que tipos de unidades se referia. É possível que esses antigos termos ainda fossem utilizados popularmente para fazer referência aos limítanes e aos comitatenses, respectivamente. Em qualquer caso, a sua cita não descreve com exatidão as tropas auxiliares do principado, muitas das quais chegaram a ser as melhores unidades com as que contava o exército de então.

## Estrutura e organização

### Geral
A tabela seguinte amostra o estabelecimento oficial de efetivos auxiliares em finais do século II. Porém, a verdadeira força dos auxiliares, cujo número variava, era a eficácia dos recrutamentos efetuados por todo o império.
| Unidade                                                                   | Serviço                      | Comandante              | Subcomandante                   | Nº de subunidades     | Força das subunidades | Força das unidades      |
| ------------------------------------------------------------------------- | ---------------------------- | ----------------------- | ------------------------------- | --------------------- | --------------------- | ----------------------- |
| Ala quinquagenária                                                        | Cavalaria                    | Prefeito das alas       | decurião                        | 16 turmas             | 30 (32)               | 480 (512)               |
| Ala miliária Ala milliaria                                                | Cavalaria                    | Prefeito das alas       | Decurião                        | 24 turmas             | 30 (32)               | 720 (768)               |
| Coorte quinquagenária de infantaria Cohorsquingenária                     | Infantaria                   | Prefeito                | centurião                       | 6 centúrias           | 80                    | 480                     |
| Coorte quinquagenária miliária Cohors quinquagenaria milliaria            | Infantaria                   | Tribuno dos soldados ** | centurião                       | 10 centúrias          | 80                    | 800                     |
| Coorte quinquagenária de cavalaria Cohors quinquagenaria equitata         | Misto: infantaria/ cavalaria | Prefeito                | centurião (inf) decurião (cab)  | 6 centúrias 4 turmas  | 80 30.                | 600 (480 inf/120 cab)   |
| Coorte quinquagenária de cavalaria e infantaria Cohors equitata milliaria | Misto: infantaria/ cavalaria | Tribuno militar **      | centurião (inf) decurião (cab)) | 10 centúrias 8 turmas | 80 30                 | 1,040 (800 inf/240 cab) |

* O tribuno militar mandava nas coortes romanas originais.

** O prefeito liderava as coortes milliariae recrutadas entre os tungros e os batavos.
NOTA: Há um debate em torno do tamanho das turmas, embora se acredite que eram formadas por 30/32 homens. Trinta soldados era o tamanho de uma turma republicana de cavalaria e de uma coorte de cavalaria de auxiliares da época augusta era de 30 homens. Por outro lado, estão as declarações de Flávio Arriano, que fixa o tamanho de uma ala em 512. Tomando como verazes os escritos de Arriano, uma turma de uma ala constaria de 32 homens.

### Recrutamento, categorias e salário
São escassas as evidências encontradas a respeito das categorias e salários dos soldados auxiliares, embora mais numerosas do que as dos seus homólogos legionários. Os dados disponíveis podem ser resumidos na seguinte tabela:

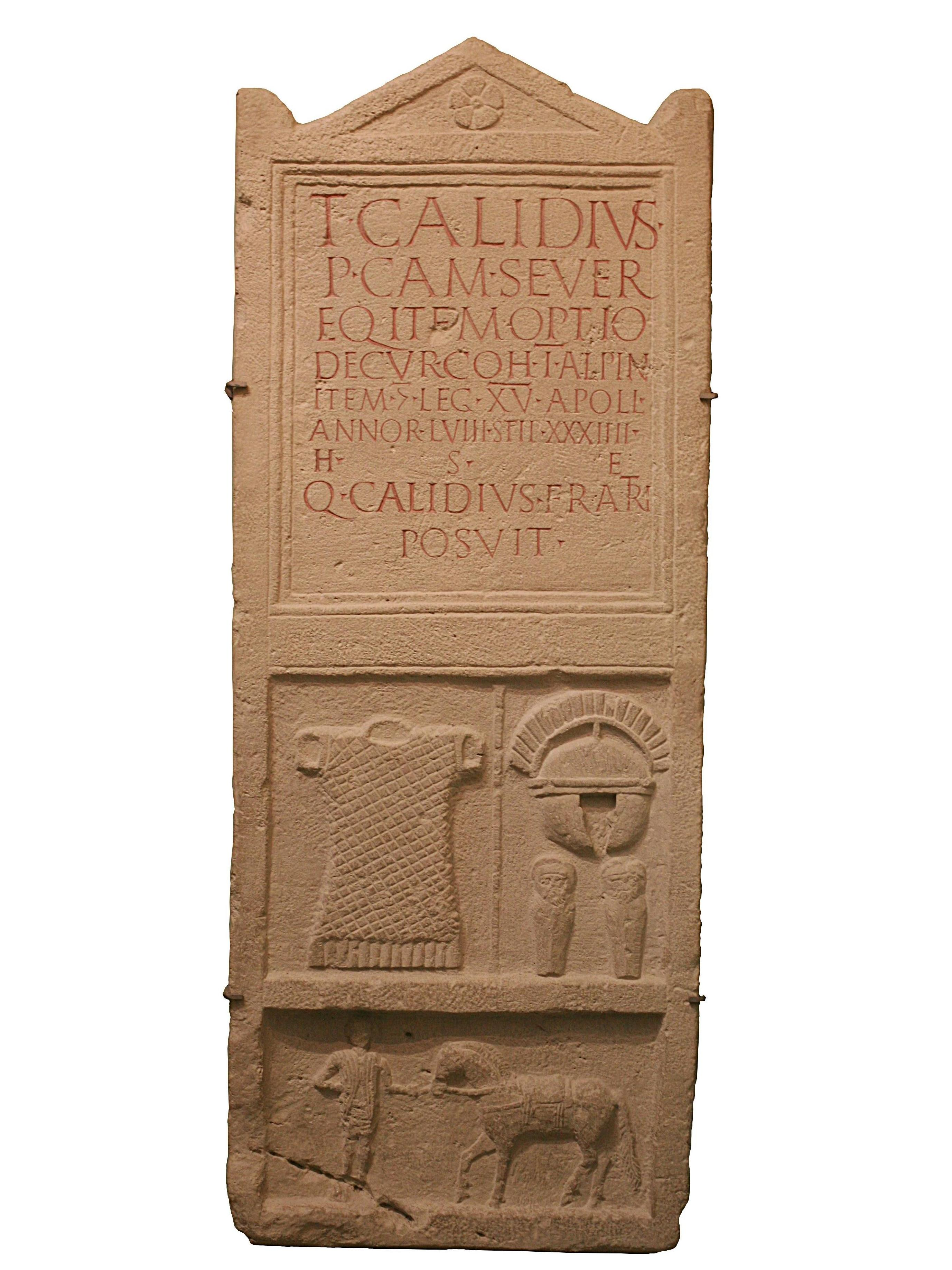
Lápide de Tito Calídio Severo, auxiliar romano pertencente à tribo romana Camília. Ascendeu desde o posto de eques (ginete) ao de decurião da I Coorte dos Alpes (cohors I Alpinorum), regimento recrutado a oeste dos Alpes. Posteriormente Severo passaria a servir numa legião (após obter a cidadania romana após 25 anos de serviço) e foi designado centurião da XV Legião Apolinária. Morreu à idade de 58 anos, após 34 anos de serviço. Notem-se as gravuras da sua armadura e as decorações do seu cavalo, distintivos dos decuriões. A história de Severo amostra que às vezes, após 25 anos de serviço, os auxiliares somavam-se às legiões. Este monumento foi erigido pelo seu irmão, Q. Calídio. Carnunto, Áustria.

| Proporção de salários      | Categorias das coortes de infantaria (ordem ascendente)       | Quantidade (denários) | Categorias das alas (ordem ascendente)                      | Quantidade (denários) |
| -------------------------- | ------------------------------------------------------------- | --------------------- | ----------------------------------------------------------- | --------------------- |
| 1                          | pedes                                                         | 188                   | grégalos                                                    | 263                   |
| 1,5 sesquiplários          | Tesserário                                                    | 282                   | Sesquiplário                                                | 395                   |
| 2 duplicários              | signífero óptio vexilário                                     | 376                   | signífero curador? vexilário                                | 526                   |
| 2,5 - 5* (triplicarii etc) | centúrio primeiro centurião (centúrio princeps) beneficiário? | 470-940               | Decurião primeiro decurião (decúrio princeps) beneficiário? | 658-1.315             |
| 50                         | Prefeito da coorte                                            | 9.400                 | Prefeito da ala                                             | 13.150                |

* Partindo de que os salários dos oficiais eram equivalentes aos do exército romano tardio.

#### Calígatos
No extremo inferior da pirâmide hierárquica do exército romano encontravam-se os soldados ordinários, os pedes (soldados rasos de uma coorte), os eques (ginetes das coortes de cavalaria) e os grégalos (gregalis; ginetes das alas).
Nos tempos imediatamente posteriores à instituição das tropas auxiliares como unidade, os romanos recrutavam a este tipo de regimentos entre os peregrini romanos, os cidadãos de segunda classe que habitavam dentro das fronteiras do império. Quando se iniciou o recrutamento de auxiliares entre tribos nativas, os regimentos eram batizados com o nome do povo de procedência. Posteriormente, quando o regimento se estacionava numa província, obtinha a maior parte dos seus novos recrutas entre os provincianos, em detrimento dos estrangeiros originais. Assim, perderam os auxiliares a sua identidade étnica distintiva. Portanto, o nome das unidades auxiliares perdeu senso e tornou-se numa mera curiosidade, embora alguns dos seus membros pudessem herdar nomes estrangeiros dos seus antepassados veteranos. Apesar de tudo, os diplomas e inscrições que se acharam da época demonstram que algumas forças continuaram recrutando homens nos seus territórios de origem; por exemplo, os auxiliares da Britânia continuaram sendo recrutados entre o povo dos batavos. As principais fontes de recrutamento mantiveram-se nas província de Récia, Panônia, Mésia e Dácia. Na Britânia, foram encontradas evidências de que alguns regimentos contavam com soldados internacionais.
Aparentemente, os regimentos auxiliares contaram também com a contratação de cidadãos romanos; provavelmente filhos de veteranos deste corpo que decidiam seguir os passos dos seus pais. Estes descendentes de veteranos alistavam-se nas tropas auxilares visando crescer numa unidade na que era muito mais fácil ascender do que nas legiões. Assim, alguns legionários solicitavam serem trasladados para as tropas auxilares.
Menos clara é a questão de que fossem recrutados usualmente entre os bárbaros (pessoas que viviam fora das fronteiras do Império, aos que os romanos chamavam bárbaros). Atualmente há um certo consenso de que o fizeram, embora existam poucas provas anteriores ao século III, além de que os primeiros diplomas datam de 203, data muito próxima a 212, quando o Édito de Caracala concedeu a cidadania a todos os peregrini. A partir do século III, apareceram de modo regular regimentos auxiliares recrutados exclusivamente entre os bárbaros. Por exemplo, a I Ala Sármata (Ala Sarmatarum I) e a Numerus Hnaufridi.

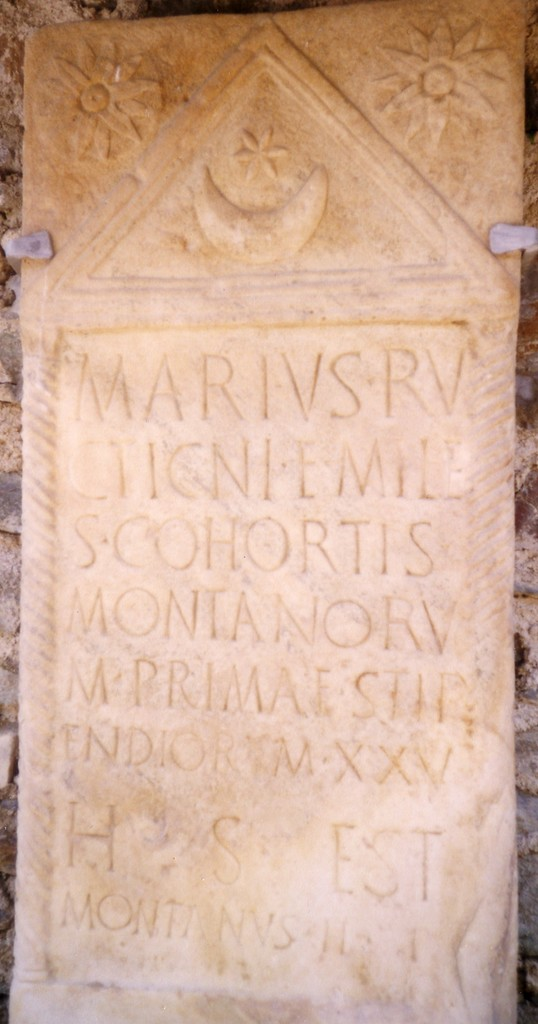
Lápide de Mário, filho de Ruticno, um soldado auxiliar cuja carreira foi menos bem-sucedida que a do seu pai. Nunca ascendeu do posto de millas (soldado ordinário) em 25 anos de serviço com o seu regimento, a I Coorte Montana (Cohors I Montanorum; recrutada originalmente na província da Récia e nos Alpes Julianos). Não pode ser despojado dos seus nomes tribais, pois devido à sua morte no último ano do prazo requerido, nunca recebeu a cidadania romana. Este monumento foi erigido no século I pelo seu herdeiro. Caríntia, Áustria.

Quanto ao soldo, existia também uma hierarquia entre as classes de tropas auxiliares, das quais a cavalaria era o corpo melhor pago. Estimações recentes determinaram que sob o reinado de Augusto, os pagamentos anuais eram estruturados do seguinte modo:
- Os equestres das alas (grégalos) recebiam 263 denários
- Os equestres das coortes (eques cohortalis) recebiam 225 denários
- As coortes ordinárias recebiam 188 denários.[86]

Aparentemente, existiram as mesmas diferenças salariais durante o reinado de Domiciano (81—96). Porém, Goldsworthy pontualiza que a hipótese de as taxas salariais serem comuns em províncias e unidades não foi comprovada, e que é provável que os soldos fossem maiores na elite da hierarquia auxiliar, como é o caso dos alas individuais (alae singularium), as coortes batavas (coortes batavorum) ou unidades especializadas, como os sagitários (sagittarii).	
Os soldos das pedes cohortalis auxiliares podem ser comparados aos dos legionários do seguinte modo:
| Remuneração                | Legionários c. 100 quantidade (denários) | Legionários c. 100 anual (após 25 anos) | XXX | Auxiliares c. 100 quantidade (denários) | Auxiliares c. 100 anual (após 25 anos) |
| Estipêndio (salário)       | 225 p.a.                                 | 225                                     |     | 188 p.a.                                | 188                                    |
| Donativo (recompensas)     | 75 cada três anos                        | 25                                      |     | não há evidências                       |                                        |
|                            |                                          |                                         |     |                                         |                                        |
| Total de pagamentos anuais |                                          | 250                                     |     |                                         | 188                                    |
|                            |                                          |                                         |     |                                         |                                        |
| Dedução: Comida            |                                          | 60                                      |     |                                         | 60                                     |
| Dedução: Equipamento       |                                          | c. 50                                   |     |                                         | c. 50                                  |
|                            |                                          |                                         |     |                                         |                                        |
| Estipêndio final           |                                          | 115                                     |     |                                         | 78                                     |
|                            |                                          |                                         |     |                                         |                                        |
| Prêmio (recompensa final)  | 3 000                                    | 120                                     |     | não há evidências                       |                                        |

O soldo bruto dos soldados romanos era sujeito a deduções pela alimentação, a roupa e o feno (dedução exclusiva dos soldados montados). Não está claro se o custo da armadura e as armas também era deduzido ou se era sufragado pelo exército. Após as deduções pertinentes, os soldados auxiliares recebiam um soldo de 78 denários, quantidade suficiente para adquirir os alimentos que precisava um adulto meio durante um ano. Em 84, Domiciano aumentou o soldo base dos legionários em cerca de 33% (de 225 a 300 denários): aumento similar ao que receberam as tropas auxiliares, que agora recebiam 140 denários. O fato de os soldados ficarem isentos do imposto de capitação (capitatio), que não pagaram aluguer (residiam nos quartéis ou nos acampamentos), alimento, roupa ou equipa (cujas despesas sufragava o exército) e de a maioria procederem de famílias camponesas que viviam da agricultura de subsistência, fez com que o soldo que percebiam os soldados no exército se tornasse muito atrativo. Estes soldos podiam ser gastos em atividades de lazer, serem enviados às suas famílias ou simplesmente guardar-se para a jubilação.
Não existem evidências de que as tropas auxiliares recebessem bonificações em dinheiro (donativo; donativa) quando um novo imperador ascendia ao trono, como sim ocorria no caso dos legionários. Embora irregulares, estes pagamentos (75 denários cada vez para os legionários ordinários) eram produzidos cada sete anos e meio em princípios do século I e cada três em épocas posteriores. Duncan-Jones sugestionou que os donativos começaram a serem pagos às tropas auxiliares a partir do reinado de Adriano, o que explica o grande crescimento de soldo que experimentou este corpo durante essa época. Ao finalizar os seus 25 anos de serviço, os legionários recebiam uma grande bonificação de 3 000 denários (praemia), equivalente a 10 anos do seu soldo após o aumento salarial de 84, que lhes permitia comprar uma boa porção de terreno. Aparentemente, o prêmio que recebiam os auxiliares era a concessão da cidadania romana, que implicava importantes isenções fiscais. Duncan-Jones sugestiona que é provável que uma bonificação em dinheiro fosse paga aos auxiliares.

#### Principales iuniores
No exército romano os oficiais eram conhecidos como principales, categoria acima da de centurião, chefe de uma centúria de uma coorte. Entre os legionários das centúrias existia uma série de suboficiais:
- O Vexilário, chefe de uma companhia;
- O optio, suboficial que servia de tenente ao centurião de cada centúria;
- O signífero, suboficial encarregado de levar o signo (signum) ou insígnia de cada centúria;
- O Tesserário, soldado do exército romano, com a categoria de miles principalis, que se encarregava em cada centúria de uma legião ou uma unidade auxiliar, das tarefas de segurança, especialmente de conhecer e fixar a téssera ou senha de cada dia.

Nas turmas das coortes de cavalaria e nas alas, o segundo no comando do decurião era provavelmente conhecido pelo nome de curador, responsável pelos cavalos.
Bem como nas legiões, os novos principales e alguns soldados especializados dos regimentos eram classificados em dois grupos:
- Os duplicários (duplicarii), soldados aos quais pagavam o dobro;
- Os sesquiplários (sesquiplicarii), soldados aos quais pagavam o soldo base ou a metade do mesmo.

Estes cargos podem ser comparados em função dos níveis salariais com os atuais de cabo e sargento.
Além dos efetivos militares, os regimentos compreendiam soldados especializados integrados nas filas dos duplicarius ou os sesquiplário ou com a condição de milites immunes ("soldados eximidos", ou seja, isentos das funções ordinárias). Entre estes soldados especializados encontravam-se:
- O medicus, homem encarregado de cuidar a saúde dos soldados;
- O veterinarius, médico veterinário pelo cuidado dos cavalos, os animais e o gado;
- O custodio armorum, encarregue do arsenal;
- O cornicularius, soldado encarregue do registro e tramitações do regimento.

#### Principales seniores
Em comparação com os centuriões das legiões, pouco se conhece a respeito dos centuriões e decuriões auxiliares. As evidências existentes mostram que ambas as classes de oficiais eram soldados nomeados diretamente pelo comandante - homens procedentes da aristocracia provincial - ou ascendidos a estes cargos desde as filas de legionários e auxiliares rasos. 
Sob a dinastia júlio-claudiana, a divisão entre centuriões e decuriões era similar à existente entre os cidadãos e os peregrini. Em épocas posteriores, estes cargos seriam quase exclusivos dos cidadãos romanos devido ao predomínio da cidadania nas famílias com tradição militar. O modo em que os centuriões e decuriões ascendiam a estes postos desde as filas foi comparada ao modo em que o fazem os oficiais com funções de sargento nos exércitos modernos. Porém, esta comparação subestima o rol social de decuriões e centuriões, bem como as suas funções, não somente militares, mas também administrativas. As modernas categorias de capitão e major ou comandante seriam mais parecidos.
É desconhecido o soldo exato estipulado para centuriões e decuriões, embora sim seja sabido que excedia em mais do duplo do de um miles.
Ao contrário do legado das legiões (legatus legionis; oficial que tinha ao seu cargo a seis tribunos militares (tribuni militum) e a um prefeito do castro (praefectus castrorum)), o prefeito auxiliar não parece ter tido apoio por parte de suboficiais militares, exceto o beneficiarius ("adjunto"), que poderia ser o segundo no comando do prefeito se este cargo fora ordinário e não uma simples nomeação ad hoc realizada para uma tarefa específica. O prefeito também contava no seu estado maior com o vexilário do regimento (portador do estandarte da unidade) e o cornicem (portador do corno -instrumento de música para dar ordens- da unidade).

#### Prefeitos
É provável que em princípios do século II, a maioria dos prefeitos auxiliares fossem ainda de origem itálica, apesar de este povo constituir por esta época uma pequena proporção dos recrutas legionários. Todos os prefeitos eram membros da ordem equestre, quer por nascimento, quer por atingir o estado econômico requerido (100 000 denários, o equivalente a 400 anos de salário bruto para uma ala auxiliar) ou por promoção militar. Estes últimos eram centuriões primipilos (primus pilus, categoria que normalmente era dada aos membros da ordem equestre após um ano de serviço.
Os equestres por nascimento costumavam iniciar o serviço militar aproximadamente à idade de 30 anos. Nas tropas auxiliares, o comando militar era exercido numa série de intervalos de 3 ou 4 anos: prefeito de uma coorte auxiliar, tribuno militar e prefeito de uma ala auxiliar. Sob o reinado do imperador Adriano, acrescentou-se um excepcional comando de quarto grau, prefeito de uma ala miliária. Assim como os oficiais de categoria senatorial, os membros da ordem equestre abandonavam o exército após dez anos de serviço a fim de tratar de se lavrar uma frutífera carreira pública. Por outro lado, os homens não pertencentes à ordem senatorial ou equestre continuavam no exército muito mais tempo, atingindo postos privilegiados dentro das diferentes unidades e províncias. No século III, os prefeitos auxiliares eram exclusivamente funcionários públicos de carreira.
O soldo de um prefeito de um regimento auxiliar foi estimado que era, em princípios do século II, cinquenta vezes maior do de um miles (soldado raso). A razão da enorme brecha entre as partes superior e inferior da pirâmide militar romana era devido a que a sociedade romana estava ainda sujeita às diferenças entre as diferentes classes sociais. Um prefeito não era apenas um funcionário público de alto nível, mas um cidadão romano (ao cargo de destacamentos de homens que não o eram) membro da ordem equestre, um aristocrata. O abismo social existente entre o prefeito' e o soldado peregrino era imenso, e a diferença entre os soldos de ambos refletia este fato.

### Unidades especiais
Durante o período republicano, as unidades especiais dos corpos auxiliares romanos eram limitadas aos fundeiros baleares, aos arqueiros cretenses e à cavalaria leve númida. Estas unidades continuariam fazendo parte das tropas auxiliares no século II, embora já se teriam acrescentado algumas novas:

#### Sagitários
Os sagitários (sagittarii) formavam o corpo de arqueiros do exército romano (sagitta em latim significa seta). No século II, existiam oito contingentes de ala dos sagitários (alae sagittariorum; arqueiros montados), 18 de coorte dos sagitários coortes sagittariorum; arqueiros a pé) e seis de coortes de cavaleiros sagitários (coortes sagittariorum equitatae; corpo formado por uma força mista de arqueiros a pé e montados). Estas 32 unidades compreendiam em total cerca de 17 600 arqueiros, dos quais a maioria eram de origem síria e somente um regimento, a I Coorte Sagitária Montada de Creta (cohors I Cretum sagitt. eq.), era de origem cretense, povo que tradicionalmente subministrara arqueiros a Roma na época da República. Destes 32 regimentos de sagitários registrados em meados do século II, treze eram de origem síria, sete de origem trácia, cinco procedentes da Ásia Menor, uma de origem cretense e o restante de origem desconhecida.
Três diferentes classes de arqueiros são mostrados na Coluna de Trajano:
- Com couraça, capacete cônico e capa;
- Sem armadura, gorra de tela cônica, longo e colete longo;
- Equipados igual do que os habituais de infantaria auxiliares.

As duas primeiras classes de arqueiros eram provavelmente de origem síria e a terceira de origem trácia.
Não é seguro que todos os contingentes de sagitários estivessem formados exclusivamente por arqueiros. Algumas unidades deste tipo, além de portar arcos, estavam equipadas de igual forma que as alas e coortes ordinárias. De fato, seria surpreendente que as unidades regulares carecessem por completo de arqueiros, pois isso limitaria em larga medida a sua capacidade para efetuar operações independentes. Além disso, as evidências são ambíguas, pois não somente mostram alguns regimentos de sagitários portando outras classes de armas, mas também a classes de unidades que não eram sagitários portando arcos.

#### Cavaleiros mauros
Os cavaleiros mauros (equites maurorum) formavam o corpo de cavalaria leve do exército romano (equites significa ginetes em latim). Os equestres, que eram na sua maioria oriundos da província da Mauritânia (região procedente da fusão dos territórios provinciais da Mauritânia e da Numídia), faziam parte do povo dos mauros (mauri; palavra latina da qual deriva em português "mouro"). Este povo é o antepassado dos modernos Berberes da Argélia e Marrocos. Na Coluna de Trajano são representados os ginetes mauros cavalgando com o peito despido, controlando o cavalo sem quase esforço e sem portarem nenhuma classe de armadura, apenas uma simples túnica. A classe de armas que portavam não pode ser discernido claramente devido à erosão da coluna, embora se acredite que levavam lanças de um curto comprimento. Os ginetes são representados com pelo longo em rastas. Não está totalmente claro que proporção de cavalaria moura formava partes das tropas auxiliares regulares em contraste com os bárbaros, unidades irregulares aliadas.

#### Fundidores
Os fundidores (funditores) integravam o corpo de fundeiros do exército romano (funda em latim tem o mesmo significado), apesar de não figurarem nas licências militares encontradas. Os fundidores aparecem, porém, na Coluna de Trajano, na que são representados desarmados e portando uma túnica curta. Levam um saco fechado, embora aberta na parte frontal, de modo a que pudessem arrojar os seus projetis (glandes). Parece ser que ao menos um contingente de fundidores participou nas Guerras Dácias.

#### Contários
Os contários (contarii) formavam o corpo de lanceiros do exército romano (contus é o nome utilizado em latim para fazer referência a uma lança longa e pesada). A partir do século II, figuram como uma unidade especial formada por cavalaria pesada coberta da cabeça aos pés por uma armadura. O seu número aumentou consideravelmente a partir do século III. Treinada e armada a imagem e semelhança dos ginetes sármatas e partas, este tipo de unidade era conhecida com os nomes de contários, catafractários (cataphractarii) e clibanários (clibanarii). Junto às novas unidades de arqueiros montados leves, os contários eram ideados para contra-arrestar as táticas militares do Império Parta, cujos exércitos eram formados nomeadamente por cavalaria. As táticas de combate dos partos consistiam em enfraquecer e romper a linha defensiva romana e depois debandar o exército mediante uma carga de catafractários. As únicas unidades especiais de cavalaria pesada que figuram nos registros do século II são a I Ala Úlpia Contária (ala Ulpia contariorum I) e a I Ala Catafractária Gaulesa e Panônia (I ala Gallorum Pannoniorum cataphractaria), estacionadas, respectivamente, na Panônia e Mésia Inferior, embora se acredite que deveu haver vários regimentos como esses situados no leste.

#### Singulares
Os singulares eram as unidades de cavalaria instituídas a fim de servir como escolta imperial (singuli em latim significa adjunto a uma pessoa). Desde o reinado do imperador Augusto, que empregava como guarda-costas a soldados de origem germana, os Germani corpore custodes, os imperadores usaram como guarda pessoal a soldados oriundos do exterior das fronteiras do império, provavelmente porque consideravam que não podiam ser subornados pelos seus rivais ao trono imperial. Contudo, quando o corpo de guarda-costas germanos foi abolido pelo imperador Galba em 69, foi substituído pelos cavaleiros pessoais do imperador (equites singulares Augusti), corpo militar integrado pelos melhores ginetes das tropas auxiliares, dos quais a maioria eram batavos. Esta era a única unidade da guarda pretoriana recrutada entre os não cidadãos e, embora nos seus começos fossem instituídas como uma ala miliar (720 homens), os regimentos de cavaleiros pessoais do imperador cresceram constantemente até contarem com 2 000 homens em finais do século II. Quando os imperadores realizavam as suas giras por províncias ou encabeçavam as suas campanhas, levavam-nos sempre consigo. Parece ser que, após algumas campanhas, os destacamentos de singulares ficavam permanentemente estacionados nas províncias a modo de alas regulares, embora conservavam o prestigioso título de singulares e a sua reputação. Como exemplo temos a I Ala Flávia dos Singulários (Ala I Flavia singularium), acantonada na Récia em meados do século II. Na Coluna de Trajano são facilmente identificáveis, pois aparecem sempre acompanhando o imperador. O monumento amostra-os sem estarem vestidos para a batalha, pois não usam couraça, embora sim roupa de marcha (túnica e manto).

#### Dromedários
Os dromedários (dromedarii) eram unidades montadas em camelo. Nos registros somente se encontrou a existência de uma em meados do século II, a I Ala Úlpia Dromedária Miliária (ala I Ulpia dromedariorum milliaria), estacionada em Síria. Porém, acredita-se que se recrutaram mais com o fim de que patrulharam os desertos da Arábia e do Norte da África.

#### Exploradores
Os exploradores (exploratores) eram as unidades de reconhecimento do exército romano. Existem dois exemplos de regimentos desta classe de unidade acantonadas na Britânia em meados do século III: Habitanco e Bremênio (ambos os nomes de fortes), embora pouco se conheça a respeito delas.

#### Coortes de cavalaria
A teoria tradicional dos historiadores, exposta por G. L. Cheesman, afirmava que as coortes de cavalaria (equites cohortales) eram formadas somente por infantaria montada em cavalos de má qualidade. Os integrantes desta classe de unidade acudiam ao campo de batalha a cavalo, mas depois desmontavam para combater. Contudo, esta opinião é desacreditada atualmente, pois, embora seja evidente que as coortes de cavalaria não eram equiparáveis em qualidade aos cavaleiros das alas (equites alares, daí a sua menor remuneração), existem provas de que no campo de batalha lutavam de igual modo e, ocasionalmente, ao seu lado; ademais portavam a mesma classe de armas e armadura.

### Unidades irregulares
Evidências foram encontradas que datam do período do Principado romano, que demonstram a existência de uma minoria étnica de unidades compostas por bárbaros e desvinculadas da organização auxiliar ordinária. Em certo modo, este tipo de unidade era uma simples evolução do antigo sistema de clientelas dos tempos da República, que consistia na existência de uma série de regimentos ad hoc subministrados a Roma para as suas campanhas em nome dos reis clientes do Império. Porém, quando finalizavam estas campanhas, alguns destes contingentes de soldados permaneciam ao serviço de Roma mantendo o liderado, vestimenta, equipa e organização que os caracterizavam. Esta classe de unidade era conhecida pelos romanos com o nome de sócios ("aliados") ou federados. Contudo, devido à escassez de evidências, não é sabido muito a respeito desta classe de unidade.
Os federados são refletidos pela primeira vez na Coluna de Trajano (pois durante as Guerras Dácias várias tribos apoiaram os romanos e lutaram ao seu lado), onde são amostrados como homens fortes, com o pelo longo e barba, descalços e despidos até a cintura. Usavam uma calça longa, sujeita por um amplo cinturão. Porém, devido a que na Coluna de Trajano somente é representada uma classe de bárbaros, a vestimenta e as armas que ali exibem não são representativas e podem variar em larga medida em função da sua população de origem. Partindo da frequência com a que os federados figuram nas recriações de batalhas presentes na coluna, acredita-se que esta classe de unidade deveu ser muito importante nas operações militares que realizaram os romanos no território da Dácia. Um exemplo de regimento de federados foram os 5 500 ginetes sármatas enviados pelo imperador Marco Aurélio (161 - 180) a reforçar a Muralha de Adriano após a sua derrota nas Guerras Marcomanas.

### Nomes, títulos e condecorações

#### Nomes dos regimentos
A nomenclatura da maioria dos regimentos auxiliares seguia uma configuração padrão: tipo de unidade, seguida pelo número que expressava a ordem em que foram recrutados, seguida pelo nome da tribo ou nação de peregrinos entre a que foram recrutados em genitivo plural; por exemplo, a III Coorte Batava (cohors III Batavorum) ou a I Coorte Bretã (cohors I Brittonum). Alguns regimentos combinavam os nomes de duas tribos de peregrinos, provavelmente resultado da fusão de dois regimentos independentes; por exemplo, a I Ala Panônia e Gaulesa (ala I Pannoniorum Gallorum).
Uma minoria de regimentos nomeavam-se em honra de uma pessoa; por exemplo, a ala Sulpícia (provavelmente nomeada assim em honra de um romano pertencente à gente Sulpícia). Este último caso era produzido também nos poucos regimentos que careciam de número de série.
Além disso, existiam uma classe de regimentos recrutados em situações de emergência (a maioria durante a Revolta Ilíria), cujo nome refletia o fim da sua contratação. O exemplo mais conhecido desta classe de unidade é o Civium Romanorum, cujo nome indica que se tratava de regimentos compostos por cidadãos romanos recrutados durante a Revolta da Ilíria (6 - 9).

#### Títulos
Os regimentos podiam ser recompensados pelo seu serviço com a concessão de um título honorífico. O melhor considerado entre as tropas era o prestigioso título de Civium Romanorum, que concedia a todos os homens integrantes do regimento a cidadania romana (embora não aos seus sucessores). O regimento conservava o título de Civium Romanorum a perpetuidade. Outro título importante era a concessão ao regimento do nome da gens do imperador.
Um título similar era o dado às legiões pelo cumprimento do seu dever e a sua lealdade, o pia fidelis.

#### Condecorações
O exército romano concedia aos legionários pelo seu valor uma grande variedade de condecorações individuais (dnoa): o hasta pura, uma lança em miniatura; o fálera (phalerae), que era um grande disco feito de prata ou bronze que se colocava na couraça; o armilas (armillae), uma pulseira que se levava no pulso; e o torques, que era um anel que os soldados levavam o redor do pescoço. A recompensa militar de maior prestígio era a concessão da coroa (coronae), das quais a mais prestigiosa era a coroa cívica, uma coroa feita de folhas de carvalho, concedida por salvar a vida de um cidadão romano em batalha. Outro prêmio muito valioso foi a coroa mural (corona muralis), uma coroa de ouro que se adjudicava ao primeiro homem que saltava as muralhas de uma fortificação inimiga. Esta condecoração era concedida em poucas ocasiões, pois o homem que primeiro saltava as muralhas do inimigo rara vez sobrevivia.
Não há evidências de que os soldados auxiliares rasos recebessem condecorações individuais, embora os oficiais auxiliares sim as recebessem. Em lugar disso, as condecorações eram concedidas à totalidade dos regimentos auxiliares. Com o passo dos anos, alguns regimentos acumulavam uma longa lista de títulos e condecorações; por exemplo, a Cohors I Brittonum Ulpia torquata pia Fidelis Civium Romanorum.